# Ulota rubella
Ulota rubella är en bladmossart som beskrevs av Edwin Bunting Bartram 1942. Ulota rubella ingår i släktet ulotor, och familjen Orthotrichaceae. Inga underarter finns listade i Catalogue of Life.